# Misaki Nanami
Misaki Nanami (岬 ななみ (Giáp Nam) 9 tháng 6 năm 1996 –) là một nữ diễn viên khiêu dâm người Nhật Bản. Cô thuộc về công ti T-Powers.

## Sự nghiệp
Tháng 11/2017, cô ra mắt ngành phim khiêu dâm với hãng Idea Pocket. Năm 2020, cô xuất hiện 3 lần trên các phim của Attackers.
Tháng 5/2022, cô xếp thứ 31 trong bảng "bầu cử nữ diễn viên phim khiêu dâm SEXY đang hoạt động 2022" của Asahi Geino.
Từ tháng 7/2022, cô trở thành nữ diễn viên độc quyền của Attackers.

## Đời tư
Cô sinh ra tại Shizuoka. Sở thích của cô là ăn uống trong khi đi bộ. Kĩ năng đặc biệt của cô là chơi bóng chuyền.
Nguyên nhân cô vào ngành là khi thấy Asuka Kirara trên truyền hình, cô đã nghĩ rằng "Cô gái này làm nghề gì?" và khi tìm hiểu thêm, cô bắt đầu có hứng thú với phim khiêu dâm vì Kirara là nữ diễn viên khiêu dâm.
Lần đầu cô quan hệ tình dục là vào năm đầu trung học với một người bạn trai quen từ nhỏ tại nhà người bạn đó. Số người cô đã quan hệ cùng trước khi vào ngành là 5.
Người ta nói rằng cô có vẻ ngoài giống thành viên Hashimoto Nanami của nhóm Nogizaka46.